# Армагедон (филм из 1998)
Армагедон  (енгл. Armageddon) је амерички филм из 1998. године који је режирао Мајкл Беј. Главне улоге играју: Брус Вилис, Бен Афлек и Лив Тајлер.

## Радња
Само 18 дана дели Земљу од судара с метеором величине Тексаса, који ће уништити све облике живота. Стручњаци НАСА-е на челу с директором Даном Труманом, не имајући другог излаза, позивају у помоћ највећег стручњака у бушењу нафте Херија С. Стампера на хитно савјетовање. Но, Херија муче сасвим други проблеми. Његов најбољи радник, А. Ј. Фрост, уједно је и љубавник његове кћери Грејс. У тренутку када полудели Хери покушава убити свог будућег зета, изненада се појави делегација НАСА-е и одвлачи га у њихово средиште. Труманова идеја је послати у свемир експедицију која ће слетети на метеор, пробушити дубоку рупу и у њој активирати нуклеарну бомбу. Хери прихвата задатак, али под условом да сам изабере чланове екипе.

## Улоге
| Глумац             | Улога                 |
| ------------------ | --------------------- |
| Брус Вилис         | Хари Стампер          |
| Били Боб Торнтон   | Ден Труман            |
| Бен Афлек          | А. Џ. Фрост           |
| Лив Тајлер         | Грејс Стампер         |
| Вил Патон          | Чарлс „Чик“ Чапл      |
| Стив Бусеми        |                       |
| Вилијам Фиктнер    | пуковник Вилијам Шарп |
| Овен Вилсон        | Оскар Чојс            |
| Мајкл Кларк Данкан |                       |
| Петер Стормаре     | Лав Андропов          |
| Кен Кембел         | Макс Ленерт           |
| Џесика Стин        | Џенифер Вотс          |
| Кит Дејвид         | генерал Кимси         |
| Крис Елис          | Волтер Кларк          |
| Џејсон Ајзакс      | др Роналд Квинси      |
| Еди Грифин         | Бициклиста            |